# Bengt Edlund (arkitekt)

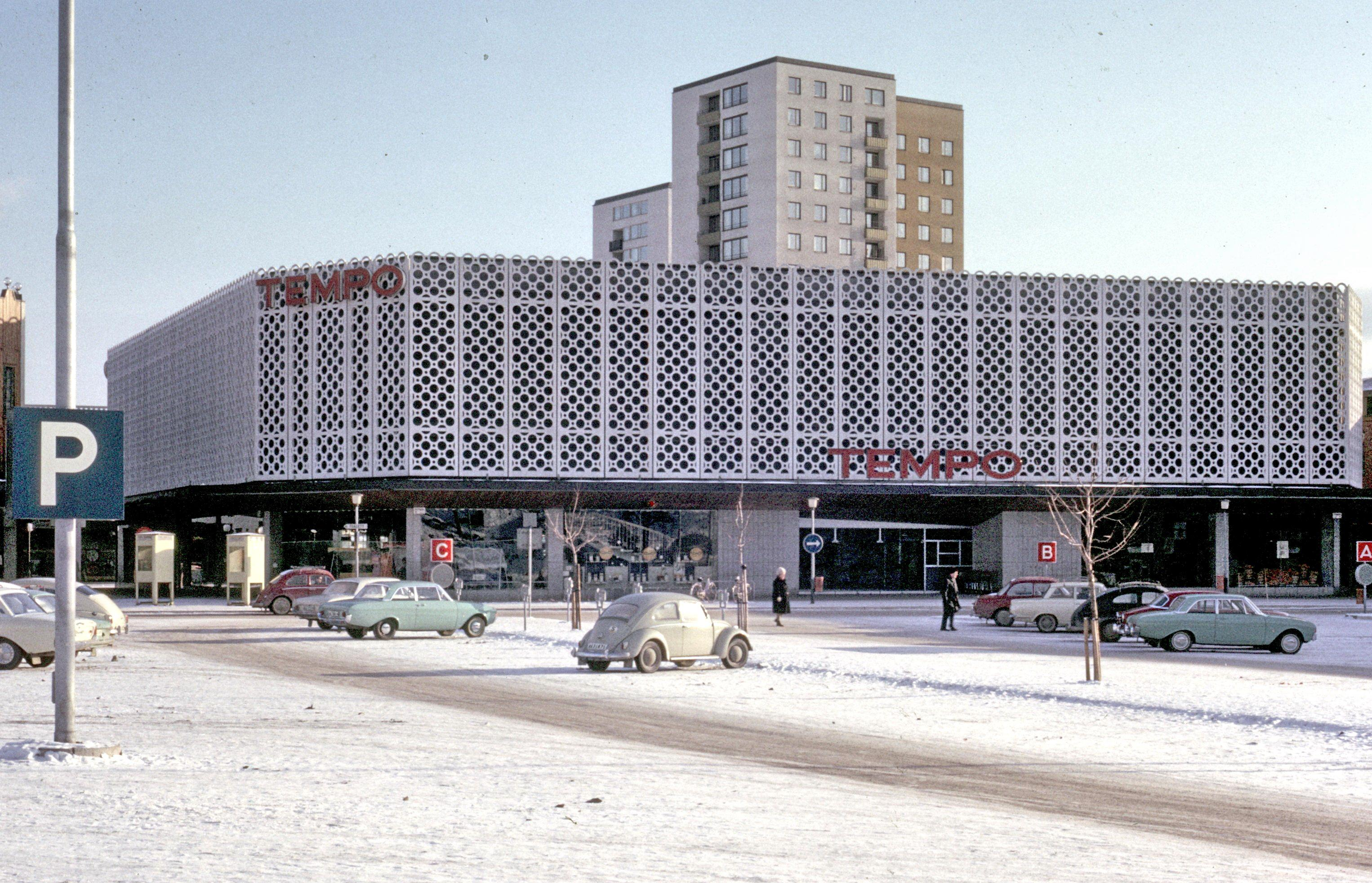
Tempo-varuhuset i Farsta centrum (1965).

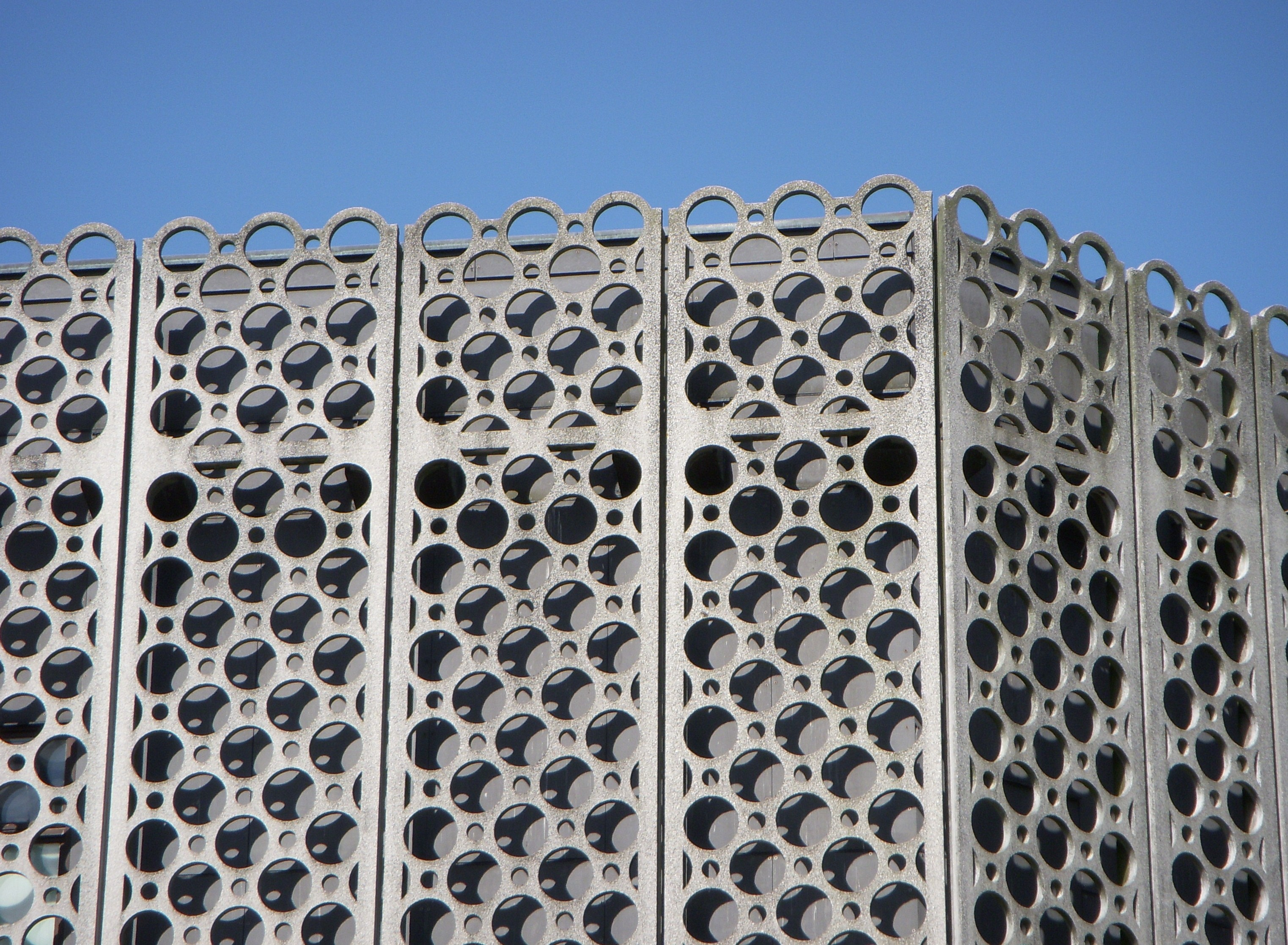
En del av fasaden i närbild.

Bengt Elis Edlund, född 16 mars 1927 i Philadelphia, död 25 juni 2023, var en svensk arkitekt.
Edlund, som var son till ingenjör Elis Reinhold Edlund och Gunhild Maria Nygren, studerade vid Kungliga Tekniska högskolan. Han tjänstgjorde i yngre år på Backström & Reinius arkitektkontor, där han skapade de så kallade "tårtpapper"-fasaderna som användes på Tempo-varuhusen i Farsta centrum, Borås och Uppsala. Han var från mitten av 1960-talet överarkitekt vid Stockholms stads/kommuns parkförvaltnings projekteringsavdelning.